# پارتی فیور (ترانه)
«پارتی فیور» (انگلیسی: Party Favor) ترانه‌ای از خواننده و ترانه‌پرداز آمریکایی، بیلی آیلیش از نخستین آلبوم چندآهنگه (ئی‌پی) او به نام به من لبخند نزن (۲۰۱۷) است. این ترانه توسط دارک‌روم و اینترسکوپ رکوردز به عنوان هفتمین و آخرین تک‌آهنگ این آلبوم چندآهنگه به همراه کاوری از «هات‌لاین بلینگ» منتشر شد. این ترانه توسط آیلیش و برادرش فینیس اوکانل نوشته شده و برادرش تهیه‌کنندگی این ترانه را انجام داده است. «پارتی فیور» از نظر موسیقایی یک قطعهٔ فولک است و متن ترانه دربارهٔ جدایی آیلیش از دوست‌پسرش است.

## گواهی نامه‌ها
| منطقه                                   | گواهی  | واحد گواهی‌شده/فروش |
| --------------------------------------- | ------ | ------------------ |
| استرالیا (آی‌اف‌پی‌آی استرالیا)            | پلاتین | ۷۰٬۰۰۰             |
| برزیل (پرو موزیکا برزیل)                | طلا    | ۲۰٬۰۰۰             |
| کانادا (میوزیک کانادا)                  | طلا    | ۴۰٬۰۰۰             |
| بریتانیا (بی‌پی‌آی)                       | نقره   | ۲۰۰٬۰۰۰            |
| ایالات متحده (آرآی‌ای‌ای)                 | طلا    | ۵۰۰٬۰۰۰            |
| رقم فروش+پخش جاری تنها بر پایهٔ گواهی‌ها. |        |                    |